# Obermeitingen
Obermeitingen ist eine Gemeinde im oberbayerischen Landkreis Landsberg am Lech. Sie liegt rund 15 Kilometer nördlich von Landsberg am Lech und gehört zur Verwaltungsgemeinschaft Igling. Die Gemeinde umfasst die Ortsteile Obermeitingen (Pfarrdorf) und Schwabstadl (Dorf).

## Geografie
Obermeitingen liegt auf der westlichen Lechterrasse und erstreckt sich über eine Fläche von etwa 10,0 km². Die Gemeinde befindet sich auf einer Höhe von rund 575 m ü. NHN. Südöstlich vom Pfarrdorf liegt ein Naherholungsgebiet mit einem Badesee, der aus einer ehemaligen Kiesgrube entstanden ist.
Die umgebenden Fluren tragen traditionelle Bezeichnungen wie Bergfeldäcker, Lachenäcker, Schindgrubenäcker oder Lohholz. Das Landschaftsbild ist durch landwirtschaftliche Nutzung, Waldflächen und kleinere Siedlungserweiterungen geprägt.

## Ortsteile
(Quelle: )
- Obermeitingen: Historisches Pfarrdorf und Hauptort der Gemeinde.
- Schwabstadl: Ehemaliger Gutshof des Klosters Steingaden, heute eigener Ortsteil mit Kapelle St. Apollonia und einer Kriegsgräberstätte.
- Gießenburg: Wüstungsgebiet zwischen Ober- und Untermeitingen, seit 1830 nicht mehr besiedelt.

## Geschichte

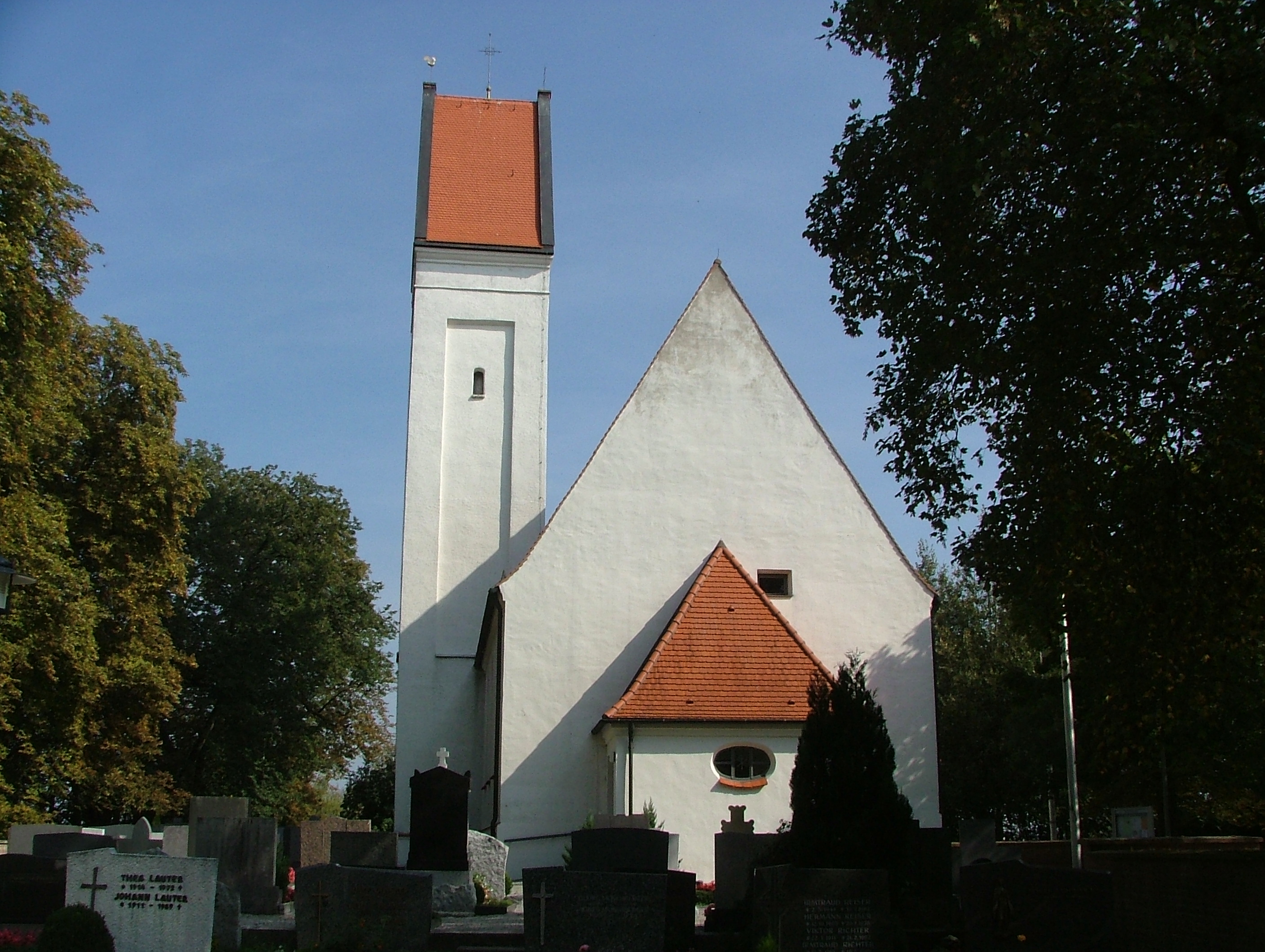
St. Mauritius

(Quelle: )

### Frühzeit bis zum 19. Jahrhundert
Das heutige Gemeindegebiet von Obermeitingen war bereits in vorgeschichtlicher Zeit besiedelt. In der Umgebung des Ortsteils Schwabstadl wurden Grabhügel entdeckt, die vermutlich aus der Hallstattzeit stammen. Während der Römerzeit verlief in unmittelbarer Nähe die bedeutende Römerstraße Via Claudia Augusta. Archäologische Funde, wie eine römische Münze aus der Zeit Konstantins des Großen, sowie Hinweise auf Erdwerke lassen eine Nutzung durch römisches Militär und Siedler vermuten.
Im Zuge der Völkerwanderung wurde das Gebiet von germanischen Stämmen besiedelt. Die Endung „-ingen“ im Ortsnamen weist auf eine Sippensiedlung hin. Der Name Obermeitingen ist seit dem 13. Jahrhundert belegt, in früheren Quellen erscheint auch die Variante „Mutingen“. Die Besiedlung erfolgte auf fruchtbarem Ackerboden entlang der westlichen Lechterrasse.
Im Jahr 1717 wurde der Ort bei einem schweren Unwetter fast vollständig zerstört. Auch in den folgenden Jahrzehnten kam es zu mehreren Bränden. Während des Dreißigjährigen Krieges wurde die Kirche niedergebrannt, der Pfarrhof geplündert und der Ort weitgehend verwüstet. Die Bevölkerung schrumpfte deutlich.
Die Siedlung Gießenburg, die zwischen Ober- und Untermeitingen lag, wurde 1830 durch einen Brand aufgegeben und verschwand vollständig. Der Ortsteil Schwabstadl, nahe dem Lech, war bereits im 12. Jahrhundert als „Markdorf“ urkundlich belegt. Im Mittelalter gehörte Schwabstadl zum Kloster Steingaden und diente unter anderem als Klosterwirtschaft und Station auf dem Weg nach Augsburg.
Die hier dargestellten historischen Informationen beruhen auf der Ortschronik Unsere Heimat am Lechrain – Obermeitingen, die 1957 anlässlich der Einweihung des Kriegerdenkmals von der Gemeinde veröffentlicht wurde. Sie geben den damaligen Forschungsstand und teils mündlich überlieferte Ereignisse wieder.

### Ab dem 20. Jahrhundert
Obermeitingen gehörte bis zur Säkularisation 1803 zum Kloster Rottenbuch und war Teil des Kurfürstentums Bayern. Mit dem Gemeindeedikt von 1818 entstand die politische Gemeinde in ihrer heutigen Form.
Während des Zweiten Weltkriegs befand sich von August 1944 bis April 1945 in Obermeitingen das KZ-Außenlager Kaufering IX – Obermeitingen, ein Nebenlager des Konzentrationslagers Dachau.
In der Nachkriegszeit entwickelte sich die Gemeinde allmählich weiter. Die Einwohnerzahl stieg insbesondere ab den 1970er-Jahren durch Neubaugebiete und Zuzug kontinuierlich an.

### Einwohnerentwicklung
| Jahr | Einwohner |
| ---- | --------- |
| 1970 | 1161      |
| 1987 | 1265      |
| 1991 | 1368      |
| 1995 | 1514      |
| 2005 | 1563      |
| 2010 | 1571      |
| 2015 | 1669      |
| 2018 | 1759      |
| 2019 | 1755      |
| 2023 | 1781      |

Zwischen 1988 und 2019 wuchs die Gemeinde von 1338 auf 1755 um 417 Einwohner an bzw. um 31,2 %.

## Religion
Obermeitingen gehört zur katholischen Pfarreiengemeinschaft Lechfeld. Die Pfarrkirche St. Mauritius im Ortskern geht auf mittelalterliche Ursprünge zurück und wurde mehrfach umgebaut. Im Ortsteil Schwabstadl befindet sich die Kapelle St. Apollonia mit einem Gedenkort für Gefallene beider Weltkriege.

## Verkehr und Infrastruktur
Die Gemeinde liegt nahe der Bundesstraße B 17 und ist durch die Kreisstraße LL 10 gut angebunden. Der nächstgelegene Bahnhof befindet sich im benachbarten Klosterlechfeld. Der Ort ist an den regionalen Busverkehr angeschlossen und Teil des Verkehrsverbunds Augsburg (AVV).

## Politik
Die Gemeinde ist Mitglied der Verwaltungsgemeinschaft Igling.

### Gemeinderat
| Jahr | CSU | SPD | Freie Wähler | Unabhängige Bürgerliste (UBL) | gesamt | Wahlbeteiligung in % |
| ---- | --- | --- | ------------ | ----------------------------- | ------ | -------------------- |
| 2020 | 6   | 0   | 2            | 4                             | 12     |                      |
| 2014 | 5   | 0   | 3            | 4                             | 12     | 64,1                 |
| 2008 | 6   | 1   | 5            | 0                             | 12     | 56,6                 |
| 2002 | 7   | 2   | 3            | 0                             | 12     | 56,9                 |

### Bürgermeister
| Amtszeit        | Bürgermeister     | Partei/Zugehörigkeit          | Bemerkungen                                                                                         |
| --------------- | ----------------- | ----------------------------- | --------------------------------------------------------------------------------------------------- |
| ca. 1945 – 1946 | Franz Mayr        | Übergangsweise, kommissarisch | Kommissarische Lösung unmittelbar nach Kriegsende zur Stabilisierung der Verwaltung.                |
| ca. 1946 – 1978 | Josef Rid         | CSU                           | Begleitung des Wiederaufbaus in der Nachkriegszeit, nachhaltige Konsolidierung der Gemeinde.        |
| 1978 – 2014     | Clemens Weihmayer | CSU                           | 36 Jahre Amtszeit; prägte das Gemeindeleben und initiierte zahlreiche Infrastrukturprojekte.        |
| Seit 2014       | Erwin Losert      | CSU                           | Im Amt seit Mai 2014, setzt die Tradition fort; Fokussierung auf moderne Verwaltung und Bürgernähe. |

### Wappen
| Wappen von Obermeitingen | Blasonierung: „Gespalten von Rot und Silber; vorn ein schwebendes goldenes Tatzenkreuz, hinten eine bewurzelte rote Buche; im Schildfuß ein von Silber und Schwarz gespaltener durchgehender Balken in Form von Straßenplatten.“ |
| Wappen von Obermeitingen | |

## Wirtschaft

### Wirtschaft einschließlich Land- und Forstwirtschaft

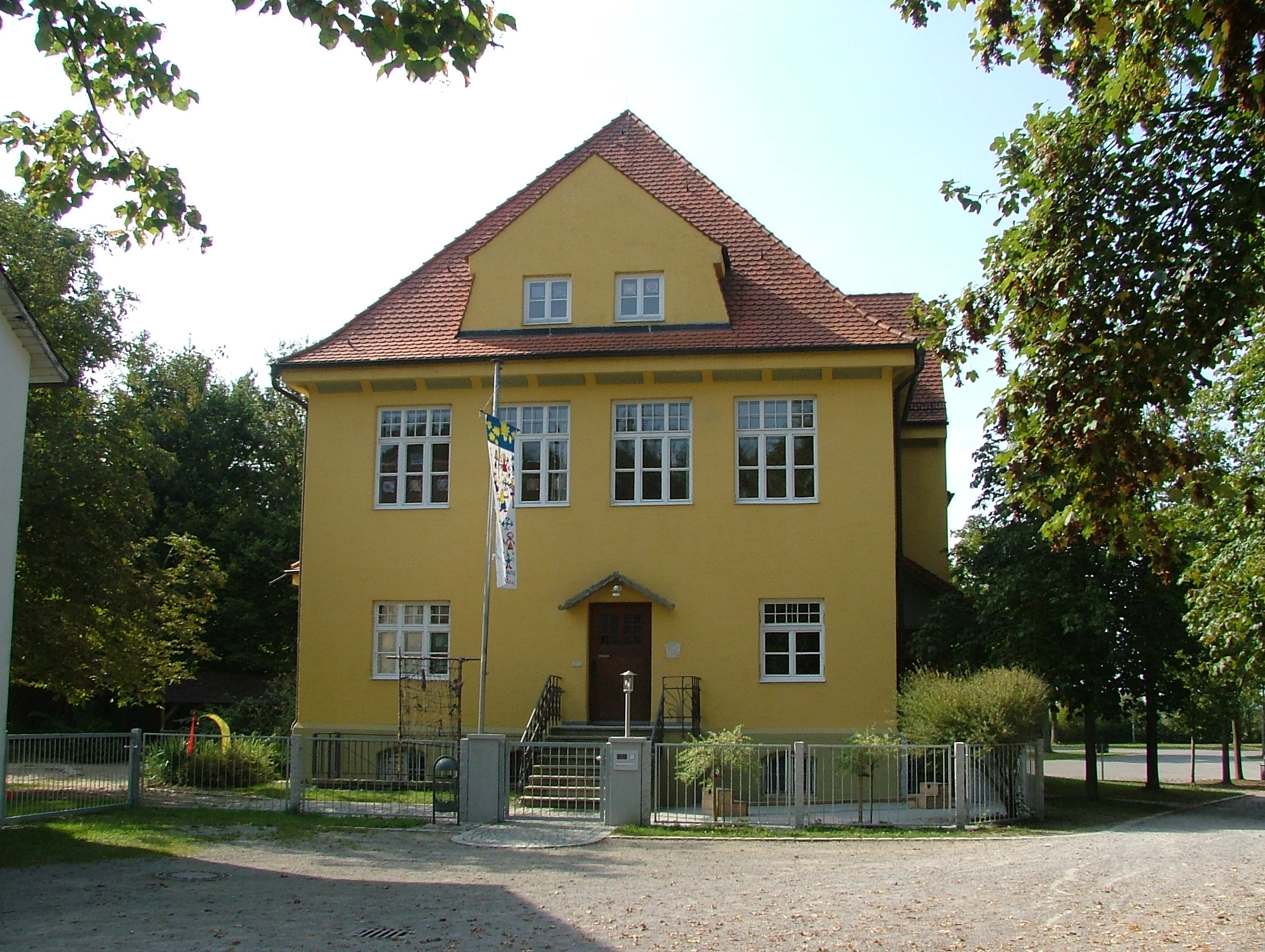
Alte Schule

2022 gab es 272 sozialversicherungspflichtig Beschäftigte am Arbeitsort, 768 sozialversicherungspflichtig Beschäftigte am Wohnort und 22 Arbeitslose. Im verarbeitenden Gewerbe gab es einen Betrieb, im Bauhauptgewerbe zwei Betriebe. 2020 bestanden sechs landwirtschaftliche Betriebe mit einer landwirtschaftlich genutzten Fläche von 157 ha.